# NGC 4560
NGC 4560 (NGC 4526) je lećasta galaktika u zviježđu Djevici. Naknadno je utvrđeno da je NGC 4526 ista galaktika.

## Vanjske poveznice
- (engl.) SEDS: NGC 4560
- (engl.) Revidirani Novi opći katalog
- (engl.) Izvangalaktička baza podataka NASA-e i IPAC-a
- (engl.) Astronomska baza podataka SIMBAD
- (engl.) VizieR